# Rêu đá (món ăn)
Rêu đá (tiếng Thái: ไก, phát âm tiếng Thái: [kʰáj]; tiếng Lào: ໄຄ; tiếng Trung: 青苔藓; Hán-Việt: thanh đài tiển; bính âm: Qīng táixiǎn) là một món rêu đặc sản của cộng đồng người Thái ở Tây Song Bản Nạp (Trung Quốc), Lào, Thái Lan và các tỉnh miền núi Tây Bắc Việt Nam. Cùng với măng chua, thịt gác bếp, rêu đá là món ăn không thể thiếu trong những bữa cơm đón tiếp khách quý của người Thái cũng như người Lào. Thực chất, loài rêu này thuộc Chi Rong lông cứng quăn.